# ANZ (banco)
El Australia and New Zealand Banking Group Limited (ANZ)  es el cuarto banco más grande de Australia, después del Commonwealth Bank of Australia, National Australia Bank y Westpac Banking Corporation. Las operaciones australianas forman la mayor parte del negocio de ANZ, con la banca comercial y minorista dominantes. ANZ también es el banco más grande de Nueva Zelanda, donde la entidad jurídica se conoce como ANZ National Bank Limited en 2004 y donde operan dos marcas, ANZ Bank y el National Bank of New Zealand.
Además de las operaciones en Australia y Nueva Zelanda, ANZ también se extiende a veinticinco naciones. Es uno de los principales bancos en el Pacífico Sur y en Asia.
ANZ fue nombrado el banco más sostenible a nivel mundial en el 2008 por Dow Jones Sustainability Index; es el 2º año consecutivo que a ANZ le es concedido el título. En 2007, el título fue compartido con otro banco australiano, Westpac, que había mantenido el título durante los últimos cinco años.
ANZ obtuvo un beneficio neto de AUD 3.690 millones para el 30 de septiembre de 2006. ANZ registró un crecimiento en los ingresos del 8,4 por ciento con ingresos de explotación de AUD 10.150 millones y activos de AUD 335 millones.

## Asia-Pacífico
ANZ es uno de los principales bancos de Australia en la región de Asia-Pacífico. Ha sido agresivo en su expansión en los mercados emergentes de China, Vietnam e Indonesia. ANZ también es un banco líder en Nueva Zelanda, así como varias islas del Pacífico dónde compite en muchos mercados con el banco australiano, Westpac. El brazo de ANZ en Nueva Zelanda es operado a través de una filial; ANZ National Bank.
En marzo de 2005, se formó una alianza estratégica con Sacombank de Vietnam con adquisición del 10% del capital social de Sacombank. Como parte de la alianza estratégica, ANZ prestará asistencia técnica en las áreas de gestión de riesgos y banca minorista y de pequeños negocios.
ANZ ha seguido una estrategia similar en China, donde adquirió una participación del 20% en Tianjin City Commercial Bank, en julio del 2006. También se negoció un acuerdo similar con el Shanghai Rural Commercial Bank.
En agosto, ANZ compró unidades de venta al por menor de Royal Bank of Scotland en Taiwán, Singapur, Indonesia y Hong Kong, así como negocios de banca institucional de RBS en Taiwán, Filipinas y Vietnam. Fueron adquiridos por el precio de $A 687 millones de dólares. También se rumorea que ANZ podrá ofertar por los activos de RBS en China ya que las conversaciones con Standard Chartered cayeron a principios de este año.
En 2008 ANZ fue galardonado Deal of the Year - Project Finance Deal of the Year 2008 en el ALB Hong Kong Law Awards.

## Externalización
ANZ ha ido desplazando progresivamente puestos de trabajo a la India. La oficina de ANZ en Bangalore ha estado en funcionamiento desde 1989, convirtiéndose en una de las primeras organizaciones que emplea a personal de TI con sede en la India. ANZ emplea a unas 1.800 personas en Bangalore, India. 1100 posiciones TI, 150 puestos en Operaciones Internacionales y Servicios de alto valor y 150 puestos en operaciones de banca personal se han desplazado desde Melbourne a la India. En 2006, ANZ prevé que para el 2008, más de 2000 puestos de trabajo se habrán desplazado desde Australia a Bangalore.